# Țuțora
Tutora là một xã thuộc hạt Iași, România. Dân số thời điểm năm 2002 là 2124 người.